# Aleksiej Nikanczikow
Aleksiej Władimirowicz Nikanczikow (ros. Алексей Владимирович Никанчиков, ur. 30 lipca 1940 w Jagodnoje, zm. 28 stycznia 1972 w Mińsku) – radziecki szpadzista, wicemistrz olimpijski i wielokrotny medalista mistrzostw świata.
Na igrzyskach olimpijskich w Tokio w 1964 roku zajął siódme miejsce w zawodach drużynowych. Na rozgrywanych cztery lata później igrzyskach olimpijskich w Meksyku reprezentacja ZSRR w składzie: Wiktor Modzolewski, Hryhorij Kriss, Josyp Witebśkyj, Aleksiej Nikanczikow i Jurij Smolakow zdobyła srebrny medal. W turnieju indywidualnym zajął dziewiąte miejsce.
Podczas mistrzostw świata w Buenos Aires w 1962 roku wspólnie z kolegami z reprezentacji zdobył brązowy medal w zawodach drużynowych. W tej samej konkurencji reprezentacja ZSRR z Nikanczikowem w składzie zdobywała następnie złote medale na mistrzostwach świata w Montrealu (1967) i mistrzostwach świata w Hawanie (1969), srebrne podczas mistrzostw świata w Moskwie (1966) i mistrzostw świata w Wiedniu (1971) oraz brązowy na mistrzostwach świata w Paryżu (1965). Ponadto wywalczył cztery medale indywidualnie: złote na MŚ 1966, MŚ 1967 i MŚ 1970 oraz srebrny na MŚ 1969, plasując się za Polakiem Bohdanem Andrzejewskim.
W latach 1969 i 1971 zdobywał indywidualne mistrzostwo ZSRR. Został odznaczony Orderem Czerwonego Sztandaru Pracy. W styczniu 1972 znaleziono go zatrutego spalinami w swoim samochodzie.